# Aechmea vasquezii
Espèce
Classification phylogénétique
Aechmea vasquezii est une espèce de plantes à fleurs de la famille des Bromeliaceae, endémique du Pérou.

## Distribution
L'espèce est endémique du Pérou.

## Description
L'espèce est épiphyte.